# Serie A1 2010-2011 (hockey in-line)
La Serie A1 2010-2011 è stata la 15ª edizione del massimo campionato italiano di hockey in-line. Il torneo ha avuto inizio il 9 ottobre 2010 e si è concluso il 1º giugno 2011.
Lo scudetto è stato conquistato dall'Edera Trieste per la prima volta nella loro storia.

## Squadre partecipanti
| Club                 | Stagione | Città              | Stagione precedente                                    |
| -------------------- | -------- | ------------------ | ------------------------------------------------------ |
| Asiago Vipers        | dettagli | Asiago (VI)        | 1º in Serie A1, vince i play-off scudetto              |
| Cittadella           | dettagli | Cittadella (PD)    |                                                        |
| Diavoli Vicenza      | dettagli | Vicenza            | 4º in Serie A1, semifinale dei play-off scudetto       |
| Edera Trieste        | dettagli | Trieste            | 2º in Serie A1, finale dei play-off scudetto           |
| Ferrara              | dettagli | Ferrara            | 6º in Serie A1, semifinale dei play-off scudetto       |
| Ghosts Padova        | dettagli | Padova             |                                                        |
| Lions Arezzo         | dettagli | Arezzo             | 3º in Serie A1, quarti di finale dei play-off scudetto |
| Milano Quanta        | dettagli | Milano             | 7º in Serie A1                                         |
| Monleale             | dettagli | Monleale (AL)      | 8º in Serie A1                                         |
| Pirati Civitavecchia | dettagli | Civitavecchia (RM) | 5º in Serie A1, quarti di finale dei play-off scudetto |
| Polet Trieste        | dettagli | Trieste            | 9º in Serie A1                                         |

## Stagione regolare

### Classifica finale
|  | Pos. | Squadra              | Pt | G  | V  | N | P  | GF  | GS  | DR  |
|  | ---- | -------------------- | -- | -- | -- | - | -- | --- | --- | --- |
|  | 1.   | Edera Trieste        | 55 | 20 | 18 | 1 | 1  | 163 | 80  | +83 |
|  | 2.   | Ghosts Padova        | 49 | 20 | 16 | 1 | 3  | 176 | 112 | +64 |
|  | 3.   | Milano Quanta        | 43 | 20 | 14 | 1 | 5  | 130 | 102 | +28 |
|  | 4.   | Ferrara              | 38 | 20 | 12 | 2 | 6  | 116 | 84  | +32 |
|  | 5.   | Lions Arezzo         | 33 | 20 | 10 | 3 | 7  | 111 | 83  | +28 |
|  | 6.   | Pirati Civitavecchia | 31 | 20 | 10 | 1 | 9  | 115 | 94  | +21 |
|  | 7.   | Diavoli Vicenza      | 20 | 20 | 6  | 2 | 12 | 103 | 129 | -26 |
|  | 8.   | Asiago Vipers        | 19 | 20 | 6  | 1 | 13 | 99  | 131 | -32 |
|  | 9.   | Monleale             | 17 | 20 | 5  | 2 | 13 | 70  | 111 | -41 |
|  | 10.  | Cittadella           | 14 | 20 | 4  | 2 | 14 | 76  | 150 | -74 |
|  | 11.  | Polet Trieste        | 3  | 20 | 1  | 0 | 19 | 74  | 157 | -83 |

Legenda:
  Squadra ammessa ai play-off scudetto.
  Squadra campione d'Italia.
  Squadra vincitrice della Coppa Italia.
  Squadra vincitrice della Supercoppa italiana.
      Retrocesse in Serie A2 2011-2012.
Note:
Tre punti a vittoria, uno per il pareggio, zero a sconfitta.
In caso di arrivo di due o più squadre a pari punti, la graduatoria finale è stilata secondo la classifica avulsa tra le squadre interessate che prevede, in ordine, i seguenti criteri:
- punti negli scontri diretti;
- differenza reti negli scontri diretti;
- differenza reti generale;
- reti realizzate in generale;
- sorteggio.

## Play-off scudetto
|  | Quarti di finale | Quarti di finale     | Quarti di finale | Quarti di finale | Quarti di finale |  |  | Semifinali | Semifinali    | Semifinali    | Semifinali    | Semifinali |   |   | Finale | Finale        | Finale | Finale | Finale | Finale | Finale |  |
|  |                  |                      |                  |                  |                  |  |  |            |               |               |               |            |   |   |        |               |        |        |        |        |        |  |
|  | 1                | Edera Trieste        | Edera Trieste    | 8                | 6                |  |  |            |               |               |               |            |   |   |        |               |        |        |        |        |        |  |
|  | 8                | Asiago Vipers        | Asiago Vipers    | 4                | 4                |  |  | 1          | Edera Trieste | Edera Trieste | 7             | 5          |   |   |        |               |        |        |        |        |        |  |
|  | 4                | Ferrara              | 4                | 4                | 7                |  |  | 4          | Ferrara       | Ferrara       | 2             | 2          |   |   |        |               |        |        |        |        |        |  |
|  | 5                | Lions Arezzo         | 6                | 1                | 5                |  |  |            |               |               |               |            |   |   | 1      | Edera Trieste | 3      | 4      | 6      | 7      | 6      |  |
|  | 2                | Ghosts Padova        | Ghosts Padova    | 8                | 4                |  |  |            |               | 2             | Ghosts Padova | 4          | 2 | 8 | 3      | 4             |        |        |        |        |        |  |
|  | 7                | Diavoli Vicenza      | Diavoli Vicenza  | 5                | 3                |  |  | 2          | Ghosts Padova | 1             | 7             | 9          |   |   |        |               |        |        |        |        |        |  |
|  | 3                | Milano Quanta        | 3                | 5                | 10               |  |  | 3          | Milano Quanta | 5             | 5             | 3          |   |   |        |               |        |        |        |        |        |  |
|  | 6                | Pirati Civitavecchia | 7                | 3                | 2                |  |  |            |               |               |               |            |   |   |        |               |        |        |        |        |        |  |

## Verdetti
| Verdetto                    | Club                      |
| --------------------------- | ------------------------- |
| Campione d'Italia 2010-2011 | Edera Trieste (1º titolo) |
| Retrocessa in Serie A2      | Polet Trieste             |